# عبد المجيد السعيد
عبد المجيد السعيد مواليد 1993، هو لاعب كرة قدم سعودي يلعب حالياً في نادي الجيل.

## الأندية
كانت بداياته مع نادي الجيل و انتقل إلى نادي العدالة في عام 2021 و أعير إلى نادي الجيل ونادي هجر وبعدها عاد إلى نادي الجيل.

## مسيرة اللاعب بالأرقام
آخر تحديث 05 أكتوبر 2020.
| البطولة                            | الفريق     | مباريات | أهداف | بطاقة صفراء | بطاقة حمراء |
| ---------------------------------- | ---------- | ------- | ----- | ----------- | ----------- |
| كأس الأمير فيصل بن فهد 17/16       | نادي الجيل | 19      | 4     | 1           | 0           |
| ادوري الدرجة الثانية السعودي 18/17 | نادي الجيل | 17      | 1     | 0           | 0           |
| دوري الدرجة الأولى السعودي 19/18   | نادي الجيل | 10      | 4     | 0           | 0           |
| دوري الدرجة الأولى السعودي 20/19   | نادي الجيل | 8       | 1     | 2           | 0           |